# Сан-Дзено-Навільйо
Сан-Дзено-Навільйо (італ. San Zeno Naviglio) — муніципалітет в Італії, у регіоні Ломбардія, провінція Брешія.
Сан-Дзено-Навільйо розташований на відстані близько 440 км на північний захід від Рима, 80 км на схід від Мілана, 4 км на південь від Брешії.
Населення — 4686 осіб (2014).
Щорічний фестиваль відбувається 9 грудня. Покровитель — святий Зенон.

## Демографія
Населення за роками:

Станом на 1 січня 2023 року в муніципалітеті офіційно проживали 523 іноземці з 42 країн, серед них 162 громадяни країн Євросоюзу та 38 громадян України.

## Уродженці
- Даріо Бонетті (*1961) — відомий у минулому італійський футболіст, захисник, згодом — футбольний тренер.

## Сусідні муніципалітети
- Боргозатолло
- Брешія
- Флеро
- Понкарале